# آرسن آداموف
آرسن روسلانی آداموف (روسی: Арсен Русланович Адамов؛ زادهٔ ۲۰ اکتبر ۱۹۹۹ در نیژنی تاگیل) بازیکن فوتبال در پست مدافع ارمنی‌تبار اهل روسیه است.

## باشگاهی
از باشگاه‌هایی که در آن بازی کرده‌است می‌توان به باشگاه فوتبال احمد گروزنی و باشگاه فوتبال اورال یکاترینبورگ اشاره کرد.

## تیم ملی
وی همچنین در تیم ملی فوتبال زیر ۲۰سال روسیه بازی کرده‌است.